# 9ª Squadriglia
La 9ª Squadriglia è attiva dal 22 maggio 1916 al Campo di aviazione di Verona-Tombetta con aerei Caproni.

## Storia

### Prima guerra mondiale
Il reparto viene mobilitato il 22 maggio 1916 al Campo di aviazione di Verona-Tombetta inquadrato nel III Gruppo (poi 3º Gruppo caccia terrestre) comandata dal capitano Luigi Reggio con altri 7 piloti, 5 osservatori e 3 mitraglieri e 3 Caproni Ca.32 300 hp.
Nell'ambito della battaglia degli Altipiani il 24 maggio partecipa ad un bombardamento della stazione di Calliano (Trentino-Alto Adige) ed il 5 giugno ancora sullo stessa stazione ma l'equipaggio di un Ca. con il mitragliere Gino Ghiretti viene attaccato da 3 caccia su Rovereto rivendicando una vittoria.
Il 10 giugno 3 Ca. attaccano il passo di Campolongo ed il monte Erio di Asiago ed il 16 giugno 2 Ca attaccano con bombe e frecce i concentramenti di truppe di Camporovere di Roana ed Asiago.
Nel 1916 la squadriglia effettua 62 voli di guerra.
Nell'ambito della decima battaglia dell'Isonzo il 23 maggio 1917 il reparto si sposta all'Aeroporto di Udine-Campoformido con 4 Ca., 8 piloti, 3 osservatori e 9 mitraglieri ed il 1º giugno si sposta a Padova.
Il 25 luglio il comando passa al cap. Dante Jussa ed il 7 agosto rientrano a Campoformido.
Il 27 settembre il Ca. di Jussa dopo aver bombardato Pola si rovescia in atterraggio causando la morte del pilota ed il 29 settembre un Ca. in rientro dall'attacco su Pola viene danneggiato da una scheggia di Shrapnel della contraerea.
Il 15 ottobre la squadriglia passa sotto il IV Gruppo.
Nell'ambito della battaglia di Caporetto l'unità passa al comando interinale del tenente osservatore Pasquale Mento e poi del cap. Agostino Crosa di Vergani ed il 2 novembre ripiega prima sul Campo di aviazione di Arcade ed il 16 novembre all'Aeroporto di Ghedi sotto il XIV Gruppo.
Il 20 novembre la squadriglia passa al comando del cap. Enrico Cellerino, venendo rinforzata dal personale della disciolta 201ª Squadriglia Caproni della Regia Marina ed il 31 dicembre si sposta a Padova con 5 Ca., 10 piloti, 3 osservatori e 5 mitraglieri.
Nel 1917 il reparto ha svolto 50 voli di guerra.
Il 1º luglio 1918 2 Ca. bombardano baraccamenti sul monte Meletta vicino ad Asiago ed il 21 luglio al comando del cap. Mento si sposta al Campo di aviazione di Arquà Petrarca con 4 Ca., 11 piloti tra cui 3 dell'American Expeditionary Forces, 4 osservatori e 4 mitraglieri.
I piloti caporale Umberto Merlino ed il sottotenente Giotto Mancinelli Scotti il 4 maggio 1919 moriranno in un incidente di volo con il generale Milan Rastislav Štefánik quando era ministro della Guerra della Prima Repubblica cecoslovacca.
Il 28 luglio bombardano il campo di Comina (Friuli-Venezia Giulia) ed il 15 settembre la squadriglia si sposta a Marcon per il Gruppo speciale Aviazione I (Informazioni).
In ottobre il reparto si sposta a Padova per poi ritornare ad Arquà Petrarca nel XIV Gruppo.
Alla fine delle ostilità la squadriglia dispone di 3 Ca., 9 piloti, 5 osservatori e 4 mitraglieri dopo aver svolto nel conflitto 197 voli di guerra.
Viene sciolta il 5 dicembre 1918.

### Regia Aeronautica
Alla fine del 1925 era nel XXV Gruppo BN con i Caproni Ca.36 della Regia Aeronautica al Campo della Promessa di Lonate Pozzolo

### Guerra d'Etiopia
Attiva sul territorio sin dalle prime operazioni nell’ottobre del 1935, la 9ª Squadriglia comandata dal Capitano Mario Giuliano dipende dal XXV Gruppo bombardamento di Mogadiscio (oggi Aeroporto Internazionale Aden Adde) del 7º Stormo nell'ambito della Guerra d'Etiopia con 10 Caproni Ca.101bis. Vi prestavano servizio i tenenti Valerio Scarabellotto e Carlo Romagnoli (pilota).
Al 15 gennaio 1936 è ancora a Mogadiscio.

### Africa Orientale Italiana
Nell'ottobre 1936 volava sui Caproni Ca.111 nel XXV Gruppo autonomo dell'Aeroporto di Neghelli nell'ambito dell'Africa Orientale Italiana.

### Seconda guerra mondiale
Al 10 giugno 1940 è nel 25º Gruppo con 8 Fiat B.R.20 a Ghemme ed in AOI era a Lugh Ferrandi (poi Aeroporto di Lugh Ganane) con 6 Caproni Ca.133.
Ai primi di settembre 1943 era nel XXVIII Gruppo dell'8º Stormo Bombardamento Terrestre di Perugia.